# Kazuhiko Nishijima
Pour les articles homonymes, voir Nishijima.
Kazuhiko Nishijima (西島 和彦, Nishijima Kazuhiko), né le 4 octobre 1926 à Tsuchiura et mort le 15 février 2009 à Tokyo, est un physicien japonais.

## Biographie
Nishijima est né à Tsuchiura au Japon le 4 octobre 1926. Il a réalisé d'importantes contributions dans le domaine de la physique des particules. Il a été professeur émérite à l'université de Tokyo ainsi qu'à l'université de Kyoto jusqu'à sa mort en 2009.

## Publications
- K Nishijima, Fundamental Particles, Benjamin Cummings (en), 1963 (OCLC 536472)
- K Nishijima, Fields and Particles : Field Theory and Dispersion Relations, Benjamin Cummings, 1998, 4th éd. (1re éd. 1974) (ISBN 0-8053-7399-3)

## Récompenses
- Prix Nishina[1]
- Prix de l'Académie des sciences du Japon[1]
- Ordre de la Culture[1],[3]
- Bourse Guggenheim[4]